# Mechanika hmotného bodu
Mechanika hmotného bodu je část mechaniky, která studuje vlastnosti a příčiny pohybu hmotného bodu.
Metody použité při studiu pohybu hmotného bodu jsou základem, na němž je postaveno studium pohybu těles, a tedy také mechanika těles.

## Rozdělení
Mechaniku hmotného bodu lze rozdělit na
- Kinematika - Kinematika pohybu hmotného bodu se zabývá popisem tohoto pohybu, přičemž nestuduje příčiny pohybu.
- Dynamika - Dynamika se zabývá příčinami pohybu hmotného bodu.

Hmotný bod zastupuje těleso, má hmotnost rovnu hmotnosti tělesa a představujeme si jej umístěný v těžišti tělesa. Bereme v úvahu hmotnost tělesa, ale ne jeho rozměry- myšleno délku, šířku,...
Polohu a změnu polohy hmotného bodu popisujeme VŽDY vůči vztažené soustavě, nejlépe pomocí souřadnic.

## Mechanický pohyb tělesa
Musíme si uvědomit,že absolutní klid neexistuje, je vždy relativní. Popis klidu nebo pohybu těles závisí na volbě vztažného tělesa.
Může vykonávat pohyb buď přímočarý nebo křivočarý, záleží na jeho trajektorii.